# Albert Ogien
Pour les articles homonymes, voir Ogien.
 (juin 2013).
Si vous disposez d'ouvrages ou d'articles de référence ou si vous connaissez des sites web de qualité traitant du thème abordé ici, merci de compléter l'article en donnant les références utiles à sa vérifiabilité et en les liant à la section « Notes et références ».
Albert Ogien, né le 21 décembre 1950 à Paris, est un sociologue français.
Directeur de recherche au CNRS, enseignant à l'EHESS et l'université Paris VIII, il est membre émérite du Centre d'étude des mouvements sociaux (CEMS). Il écrit régulièrement des tribunes dans Libération.

## Biographie

### Famille
Albert Ogien naît dans une famille d'origine juive polonaise survivante de la Shoah, parlant yiddish. Il est le frère cadet du philosophe libertaire Ruwen Ogien.

### Parcours
Il commence ses études à la faculté de Vincennes, Université Paris VIII. Il portait le désir de devenir africaniste et s'est consacré à un mémoire sur l'empire zoulou avant de débuter une thèse sur l'apartheid en Afrique du Sud. C'est dans le cadre de ce mémoire qu'il passe plusieurs années dans les archives londoniennes et fait la découverte de l'ethnométhodologie et de l'anthropologie sociale. Sous la difficulté de trouver des financements en France pour des recherches sur l'Afrique du Sud, il modifie ses projets pour étudier l'Algérie et Israël, où il vivra deux ans. En 1981, il part en Belgique à la suite d'une invitation de recherche sur la psychiatrie. Il utilisera le même concept d'affiliation que dans ses recherches en Afrique du Sud. C'est donc finalement avec Robert Castel qu'il s'inscrit en thèse, malgré une démarche bien différente ce directeur de thèse l'aidera par la suite de ses recherches. Ce travail de thèse débouchera sur un ouvrage en 1989 : Le raisonnement psychiatrique. En 1986, il revient en France étudier sous forme d'enquête l'administration française. En 1991, il devient chargé de recherche au CNRS et rejoint le Centre d'étude des mouvements sociaux (CEMS) que dirige alors Robert Castel à l'EHESS.

### Travaux
Ses travaux portent principalement sur l'ethnométhodologie, mais aussi sur l'analyse des pratiques de rationalisation et des systèmes d'information. Ses recherches portent aussi sur la sociologie de la connaissance en acte, la sociologie de l'action, l'analyse de la politique publique de santé, les formes du raisonnement gestionnaire dans le domaine politique et, plus largement, les habitudes et dispositions des acteurs sociaux.
Albert Ogien défend le droit à une sociologie critique, même si elle ne se réfère ni aux institutions ni à l'histoire. Pour lui l'ethnométhodologie — en rendant compte de façon détaillée des procédures qui constituent l'action en train de se faire et en saisissant l'ordre social non comme une entité qui domine de l'extérieur les individus mais comme un « phénomène ordinaire, diffus et collectivement partagé » — peut être une critique radicale du « rapport de pouvoir », comme il a tenté de le montrer à propos du fonctionnement de l'esprit gestionnaire dans les instances de l'État.

## Publications
- Le Raisonnement psychiatrique, Paris, Méridiens-Klincksieck, 1989
- Avec Michel Joubert, Les Limites de la solvabilisation, travaux de recherche et d'analyse du social et de la sociabilité pour le compte du Commissariat général du Plan, Paris, GRASS, 1990
- Coordination de Robert Castel (dir.), Les Sorties de la toxicomanie. Types, trajectoires, tonalités, Institut de recherche sur les sociétés contemporaines (IRESCO), Groupe de recherche et d'analyse du social et de la sociabilité ; rapport réalisé pour la Mission interministérielle recherche-expérimentation, sous la direction de Robert Castel, avec la collaboration de M. Benard-Pellen, C. Bonnemain, N. Boullenger et al., Paris, 1992
- (Dir.), La Demande sociale de drogues, Délégation générale à la lutte contre la drogue et la toxicomanie, rédigé par Nancy Aguilera-Torres, Marie-Danièle Barré, Nelly Boullenger et al., sous la dir. d'Albert Ogien et Patrick Mignon, Paris, La Documentation française, 1994
- L'Esprit gestionnaire : une analyse de l'air du temps, Paris, Éditions de l'EHESS, 1995
- Sociologie de la déviance, Paris, Armand Colin, 1995, 1999 ; rééd. PUF, 2018
- (Dir.) Ruwen Ogien, Michel de Fornel et Louis Quéré, L'Ethnométhodologie : une sociologie radicale, Colloque de Cerisy, Paris, éditions La Découverte, 2000
- Sociologie de la déviance et usages de drogues : une contribution de la sociologie américaine, Groupement de recherche Psychotropes, politique et société, rédigé par Albert Ogien, Paris, 2000
- (Dir.) avec Christiane Chauviré, La Régularité : habitude, disposition et savoir-faire dans l'explication de l'action, Paris, Éditions de l'EHESS, 2002
- Avec Louis Quéré, Le Vocabulaire de la sociologie de l'action, Paris, Ellipses, 2005
- Les Règles de la pratique sociologique, Paris, PUF, 2007
- Les Formes sociales de la pensée : la sociologie après Wittgenstein, Paris, Armand Colin, 2007
- Avec Louis Quéré, La Structure cognitive de la confiance, Paris, Economica
- Avec Sandra Laugier, Pourquoi désobéir en démocratie[6], Paris, La Découverte, 2011
- Désacraliser le chiffre dans l'évaluation du secteur public (conférence), Versailles, Édition Quae, 2013
- Avec Sandra Laugier, Le Principe démocratie : enquête sur les nouvelles formes du politique[7], Paris, La Découverte, 2014
- Avec Sandra Laugier, Antidémocratie[8], Paris, La Découverte, 2017
- Politique de l'activisme. Essai sur les mouvements citoyens, Paris, PUF, 2021
- Émancipations. Luttes minoritaires, luttes universelles ?, Textuel, 2023

### Radio
- « Faut-il avoir peur du wokisme ? », sur France Culture, Répliques, avec Jean-François Braunstein, 25 février 2023